# Corina
Corina de Tângra (em grego Κόριννα) foi uma poetisa lírica coral grega, tendo vivido nos séculos VI e V a.C. ou no período helenístico. 
Era muito respeitada na Antiguidade, considerada uma das nove musas mortais.